# 사토 코이치 (배우)
사토 코이치(佐藤 浩市, 1960년 12월 10일 ~ )는 일본의 남자 배우다. 도쿄도 신주쿠구에서 태어났으며, 데뷔 작품은 1980년 《속 속사건》.

## 개요
- 다마예술학원 영화학과 졸업.
- 아버지는 배우 미쿠니 렌타로 (三國連太郞), 부인은 히로다 아야코, 슬하 2명의 아들을 두었다.
- 소속 : 테아토르 드 보슈(テアトル ド ボッシュ)

## 작품

### 드라마
- 2015년 : 해피 리타이어먼트 - 히구치 신타로 역
- 2012년 : 열쇠가 잠긴 방
- 2010년 : 판도라2 와우티비
- 2009년 : 관료들의 여름
- 2008년 : 진실과 거짓의 테킬라
- 2007년 : 천국과 지옥(天國と地獄 ANB) 1963년도 영화 리메이크 드라마
- 2006년 : 사프리
- 2004년 : 바람의검 신선조(NHK대하사극)
- 2004년 : 프라이드
- 2002년 : 천국으로의 계단(天國への階段, NTV)
- 2001년 : 추신구라1/47(忠臣藏1/47, 후지)
- 2001년 : 어느 날 폭풍처럼(ある日、嵐のように, NTV)
- 2000년 : 리미트 만약 내 아이가(リミット もしも、わが子が, NTV)
- 2000년 : 일기예보의 연인(天氣予報の戀人, 후지)
- 1999년 : 독신생활(獨身生活, TBS)
- 1999년 : 아프리카의 밤(アフリカの夜, 후지)
- 1998년 : 타블로이드(タブロイド, 후지)
- 1997년 : 사랑의 바캉스 스페셜(戀のバカンススペシャル, NTV)
- 1996년 : 날개를 주세요(翼をください!, 후지)
- 1995년 : 사랑도 2번째라면 스페셜(戀も２度目ならスペシャル, NTV)
- 1995년 : 연인(戀人よ, 후지)
- 1995년 : 사랑도 2번째라면(戀も２度目なら, NTV)
- 1994년 : 요코하마 정사(橫浜心中, NTV)
- 1993년 : 불타오르다(炎立つ, NHK)
- 1993년 : 멋진 인생(素晴らしきかな人生, 후지)
- 1993년 : 호텔닥터(ホテルドクタ-, ABC)
- 1992년 : 다다미 6칸의 여섯 가족(六疊一間一家六人, NHK)
- 1992년 : 친애하는 분들에게(親愛なる者へ, 후지)
- 1990년 : 리조트호텔 연속살인사건(リゾ-トホテル連續殺人事件, TBS)
- 1990년 : 도둑질에서 손을 떼라!(泥棒に手を出すな!, TBS)
- 1988년 : 은밀 아내의 외도(隱密 奧の細道, TBS)
- 1986년 : 샤시가게(シャツの店, NHK)
- 1986년 : 무사시보 벤케이(武藏坊弁慶, NHK)
- 1986년 : 더 행맨V(ザ ハングマンV, ABC)
- 1985년 : 간코오야지에게 경례!(ガンコおやじに敬禮!, TBS)
- 1984년 : 더 행맨4(ザ ハングマン4, ABC)
- 1983년 : 모두 너무 좋아!(みんな大好き!, NTV)
- 1983년 : 서부경찰3(西部警察PARTIII, ANB)
- 1983년 : 흩어진 청춘(靑が散る, TBS)
- 1981년 : 어느 소녀의 죽음(ある少女の死, NHK)
- 1981년 : 나는 조상님(俺はご先祖さま, NTV)
- 1981년 : 다운타운 이야기(ダウンタウン物語, NTV)
- 1980년 : 속 속사건(續 續事件, NHK)

### 영화
- 2024년 : 킹덤4: 대장군의 귀환 - 여불위 역
- 2023년 : 오키쿠와 세계 - 마츠무라 겐베 역
- 2023년 : 킹덤3: 운명의 불꽃 - 여불위 역
- 2022년 : 킹덤2: 아득한 대지로 - 여불위 역
- 2021년 : 다마시에노키바 - 토마츠 류지 역
- 2021년 : 태양은 움직이지 않는다 - 카지마 타케시 역
- 2020년 : 총 2020
- 2020년 : 한 번도 쏘지 않았습니다 - 히노 역
- 2019년 : 기억에 없습니다! - 후루고리 역
- 2019년 : 약속의 땅 - 타나카 젠지로 역
- 2019년 : 페이블 - 보스 역
- 2019년 : 후쿠시마 50 - 이자키 토시오 역
- 2019년 : 마치다군의 세계 - 히노 역
- 2016년 : 64 파트 1
- 2015년 : 터미널 - 와시다 칸지 역
- 2009년 : 블레임: 인류멸망2011
- 2005년 : 망국의 이지스
- 2001년 : 케이티
- 2001년 : 우츠츠(うつつ)
- 2001년 : 이누가미(拘神)
- 2000년 : 신 의리없는 전쟁(新 仁義なき戰い)
- 2000년 : 화이트아웃(ホワイトアウト)
- 1999년 : 얼굴(顔)
- 1998년 : 아! 봄(あ、春)
- 1998년 : 벨 에포크(ベル エポック)
- 1998년 : 라센(らせん)
- 1997년 : LielieLie
- 1997년 : 서른(30-thirty)
- 1996년 : 미소신보(美味しんぼ)
- 1995년 : 고닌(GONIN)

## 수상
- 1981년 블루리본상 신인상 - <청춘의 문>
- 1994년 제 16회 요코하마영화제 조연남우상 - <토카레프>
- 1994년 제 20회 오사카영화제 주연남우상 - <토카레프>
- 1994년 제 18회 일본아카데미 주연남우상 - <추신구라외전>
- 1994년 제 7회 닛간스포츠영화대상 이시하라유지로상, 주연남우상
- 1998년 제 49회 베를린영화제 국제비평가연맹상 - <아! 봄(あ、春)>